# Haydar Tura
Haydar Tura fou emir de Bukharà del 1799 al 1826. Va posar el títol d'amir al-muminim a les seves monedes. Segons Izzetullah, Haydar era descendent de Khudayar Biy, el pare de Daniyal Biy, al seu torn pare de Xah Murad; aquest s'havia casat amb Shams bint Aim la vídua de Muhammad Rahim i filla d'Abu l-Faiz Muhammad que fou la mare d'Haydar i de dos altres fills: Sayyid Muhammad Husayn i Nasir al-Din Turek.
Va succeir al seu pare Xah Murad el 13 de desembre de 1799 cridat per Kushbegi Utkhur, visir i governador de Bukharà, que el va fer venir de Karshi on era governador. Les relacions amb el seu pare darrerament havien estat complicades i es van revoltar els germans de Xah Murad, Umar Biy, Mahmud Biy i Fazil Byi, reclamant el tron, que van entrar a Bukharà i es van establir a la plaça de Righistan, a l'altre costat de la porta de la ciutadella, en la qual diversos amirs sospitosos foren empresonats i es va posar en estat de defensa. Els ciutadans van rebre l'orde d'atacar les forces d'Umar i saquejar els seus béns; com que ho van fer els rebels van fugir per la porta de Samarcanda i es van retirar a Miankal. Les seves cases a Bukharà foren saquejades i a les dones i fills d'Umar se'ls va prendre la roba i se'ls va deixar despullats.
Haydar va entrar llavors a palau als tres dies de la mort del pare i després de les pregàries de costum va rebre el jurament de fidelitat dels subdits. Utkhur Kushbegi va conservar el càrrec de visir i el seu fill Muhammad Hakim fou nomenat governador de Karshi; els germans d'Haydar, Nasr al-Din i Muhammad Husayn foren nomenats governadors de Merv i de Samarcanda. Umar i els seus germans conservaven Miankal, Penjenbeh i Ketteh Kurgan i se'ls va unir Khoja Keye, governador de Kermineh. Haydar va marxar contra ells i els va derrotar; un miler de presoners de Xahr-i Sabz foren executats. Umar i Fazil amb els seus fills foren capturats en un llogaret i executats; Mahmud va poder escapar a Khokand i Khoja Keya a Shahr-i Sabz. Després d'això Haydar va retornar a Bukharà. Poc després el seu germà Muhammad Husayn de Samarcanda fou acusat de donar suport als rebels de Xahr-i Sabz i de lKanat de Kokand i fou deposat del seu govern que fou donat a un persa anomenat Dewlet Kushbegi. Haydar va donar una pensió al seu germà i el va mantenir sota vigilància.
Després va empresonar i executar als fills d'Hajj Muhammad Khan, antic governant de Merv, i dels seus parents Kerim Khan i Bairam Ali Khan; un total de dotze prínceps foren degollats. Les vídues i els infants foren regalats. Mai es va saber de quin crim estaven acusats. Aquestes execucions van alarmar a Nasr al-Din que va abandonar el seu govern de Merv i se'n va anar amb la seva família cap a Mashad. El xa li va concedir una pensió i li va donar el títol d'Amir Din Nasr Mur
Va fer front a la revolta dels ketais i els quiptxaqs, que van tenir el suport de la confederació dels keneges que governava a Xahr-i Sabz, el beklik de la qual es va fer independent i ho va restar fins a 1855-1856.
Després va atacar Ura Tepe (1804) encara que el seu governador es va sotmetre i es va presentar amb valuosos regals, però fou entregat a algun personatge que tenia alguna qüestió personal contra ell i que el va matar. Kalibek fill d'Utkhur Kushbegi, fou nomenat governador d'Ura Tepe i el país fins a Khodjend i Taixkent fou posat sota autoritat de Bukharà. El mateix any Haydar es va casar amb una filla del príncep dels keneges de Xahr-i Sabz.
Per aquest temps Haydar va enviar una ambaixada a Sant Petersburg de la que formava part l'historiador Abd al-Karim (Abdul Kerim); va retornar via Moscou, Astracan i Khivà. En el seu camí l'ambaixada va saber que el kan de Khivà planejava una ràtzia a Bukharà que efectivament es va portar a terme el 1806 i en la qual es va fer un considerable botí de bestiar. Muhammad Niyaz fou enviat des de Bukharà contra els invasors i després de diverses escaramusses l'exèrcit de Khivà fou derrotat i el kan Iltazar Inaq ibn Iwaz Inaq Biy (1804–1806) es va ofegar al creuar l'Oxus. Els bukharians es van fer amb un important tresor. Al seu retorn a Bukharà l'exèrcit vencedor anava acompanyat dels presoners, que foren perdonats i alliberats. Els bukharians van establir com a governador de Khivà al germà del kan mort, Kutli Murad Beg amb títol d'Inak, però al cap de poques setmanes el poble de Khivà el va proclamar kan. Va escriure a l'emir de Bukharà dient que havia estat per la força i que volia tenir Khivà com a delegat de Bukharà. La treva entre els dos estats va subsistir. Els únics conflictes foren alguns atacs de nòmades turcmans a les caravanes bukharianes.
El 1820 va visitar el país la missió russa dirigida per Negri, acompanyat del baró Meyendorf, en resposta a la petició d'una ambaixada enviada per Bukharà el 1816. La missió anava escortada per un grup de cosacs i va sortir d'Orenburg l'octubre de 1820. La seva entrada a Bukhara fou el 20 de desembre de 1820. Es va produir un intercanvi de regals. Els russos van calcular que llavors el kan tenia uns 45 anys.
Merv va passar al Kanat de Khivà el 1823. Cap al final del seu regnat els afganesos van recuperar les regions al sud de l'Amudarià (Oxus) com Balkh i Kunduz.
Se'l descriu com a pacífic, sense ambició, caritatiu, just i religiós. El seu oficial principal era el hakim o visir que era el seu virrei en les absències, i encarregat de recaptar els tributs. La cort era esplèndida i els amirs portaven riques robes brodades però no joies. La regió de Bukharà fou dividida en set tumans (districtes) cadascun governat per un nakim assistit per un visir nomenats per l'emir. Cada poble dels tumans estava governat per aksakal (barba blanca) o ancià, elegit pels habitants; el càrrec era permanent i es podia heretar, però podia ser revocar per mala conducta. Cada província de l'estat tenia un hakim o governador provincial; eren províncies petites i fàcilment manejables pels governador, que no adquirien prou poder per esdevenir independents o semi-independents. El kan tenia unes 200 dones al seu harem però com a bon musulmà només quatre esposes una de les quals era filla del kan d'Hissar, una altra del khoja de Samarcanda, i una tercera de Zaman Shah (emir de l'Afganistan 1793 - 1801); de la quarta no s'esmenta el seu parentiu.
Haydar Tura Khan es va posar malalt després d'una visita a Karshi al seu fill Nasrullah, i va morir just arribar a Bukharà el 6 d'octubre de 1826, i el va succeir el seu fill Mir Muhammad Husayn.